# Goiginus zumpti
Goiginus zumpti är en skalbaggsart som beskrevs av Rudolph Petrovitz 1967. Goiginus zumpti ingår i släktet Goiginus och familjen Aphodiidae. Inga underarter finns listade i Catalogue of Life.